# Paul Tsobgny Panka
 (août 2021).
Pour les articles homonymes, voir Panka (homonymie).
Paul Tsobgny Panka est un médecin, entrepreneur et ancien maire de la ville de Dschang à l'Ouest du Cameroun.

## Biographie

### Carrière
Il a été pharmacien et maire de Dschang,,,, et un ancien de l'aigle royal de la Menoua.